# ماريو أماديو
ماريو أماديو (بالإسبانية: Mario Amadeo)‏ هو دبلوماسي أرجنتيني، ولد في 11 يناير 1911 في بوينس آيرس في الأرجنتين، وتوفي بنفس المكان في 19 مارس 1983.